# Pfarrwerfen
Pfarrwerfen – gmina w Austrii, w kraju związkowym Salzburg, w powiecie St. Johann im Pongau. Liczy 2212 mieszkańców (1 stycznia 2015).